# Tourch
Tourch är en kommun i departementet Finistère i regionen Bretagne i västra Frankrike. Kommunen ligger i kantonen Rosporden som tillhör arrondissementet Quimper. År 2022 hade Tourch 1 004 invånare.

## Befolkningsutveckling
Antalet invånare i kommunen Tourch
Referens:INSEE